# ホントのきもち
『ホントのきもち』は、矢野顕子の25枚目のアルバム。2004年10月27日発売。発売元はヤマハミュージックコミュニケーションズ。

## 概要
ヤマハ移籍後１枚目のアルバム。くるりの岸田繁、rei harakamiとの共同制作による曲が含まれ、2000年代の矢野の活動を方向付けた作品である。音楽のジャンルから見ても、従来のピアノ弾き語りに加えて、オルタナティヴ・ロック、ブルース、エレクトロニカなど多岐にわたっており、さまざまな試行に富むものである。

## 収録曲
1. 行かないで（作詞：矢野顕子・岸田繁、作曲：矢野顕子・岸田繁）
2. N.Y.C.（作詞：矢野顕子、作曲：岸田繁・矢野顕子）
3. まっ赤なビー玉（作詞、作曲：岸田繁）
4. House of Desire (Burnin' Down)（作詞、作曲：矢野顕子）
5. おいてくよ（作詞：矢野顕子・岸田繁、作曲：岸田繁・矢野顕子）
  - 岸田がボーカルでも参加。
6. Night Train Home acoustic version（作詞：岸田繁・矢野顕子、作曲：矢野顕子）
  - ピアノ弾き語りバージョン。
  - 矢野が帰郷に使っていた、2002年に廃止された青森行き寝台特急「はくつる」が題材[1]。歌詞には「583系」「DT32エアサス台車」「MT54電動機」「デッドセクション」など、鉄道用語が頻繁に登場する。
7. Too Good To Be True（作詞、作曲：矢野顕子）
  - rei harakamiとの共演。アルバム『yanokami』に、マイナーチェンジした別バージョンを収録。
8. Our Lives（作詞、作曲：矢野顕子）
9. Nobuko（作詞、作曲：矢野顕子）
  - Nobukoとは、矢野の知り合いだった、1960年代にニューヨークに移住してきた日系アメリカ人女性の名。
10. Night Train Home
  - rei harakamiとの共演による、エレクトロニカ・バージョン。マイナーチェンジバージョンが『yanokami』にも収録。